# Got My Own
Got My Own è un album di Gene Ammons, pubblicato dalla Prestige Records nel 1973. I brani furono registrati al Van Gelder Studio di Englewood Cliffs, New Jersey (Stati Uniti), nelle date indicate nella lista tracce.

## Tracce
Lato A
1. Lady Sings the Blues – 5:30 (Michel Legrand) – Registrato il 28 ottobre 1972
2. God Bless the Child – 4:05 (Arthur Herzog Jr., Billie Holiday) – Registrato il 1º novembre 1972
3. Strange Fruit – 3:30 (Lewis Allen) – Registrato il 30 ottobre 1972
4. Fine and Mellow – 5:30 (Billie Holiday) – Registrato il 30 ottobre 1972

Lato B
1. Play Me – 6:00 (Neil Diamond) – Registrato il 28 ottobre 1972
2. Ben – 5:30 (Walter Scharf, Donald Black) – Registrato il 28 ottobre 1972
3. The Shack Out Back – 7:58 (Gene Ammons) – Registrato il 1º novembre 1972

## Musicisti
Brani A1, B1 e B2
- Gene Ammons - sassofono tenore
- Ernie Hayes - organo
- Hank Jones - pianoforte elettrico
- Joe Beck - chitarra
- Ron Carter - contrabbasso, basso elettrico
- Idris Muhammad - batteria
- musicisti non identificati - strumenti a corda
- Ed Bogas - arrangiamenti

Brani A2 e B3
- Gene Ammons - sassofono tenore
- Sonny Phillips - pianoforte, organo
- Maynard Parker - chitarra
- Ron Carter - contrabbasso, basso elettrico
- Billy Cobham - batteria

Brani A3 e A4
- Gene Ammons - sassofono tenore
- Ernie Hayes - organo (brano: Fine and Mellow)
- Hank Jones - pianoforte elettrico
- Joe Beck - chitarra (brano: Fine and Mellow)
- Ron Carter - contrabbasso, basso elettrico
- Mickey Roker - batteria (brano: Fine and Mellow)[2]